# Nephrotoma margaritae
Nephrotoma margaritae är en tvåvingeart som beskrevs av Alexander 1970. Nephrotoma margaritae ingår i släktet Nephrotoma och familjen storharkrankar. Inga underarter finns listade i Catalogue of Life.